# Городок науки и индустрии
Городо́к нау́ки и индустри́и (фр. Cité des sciences et de l'industrie) — музейный центр, открытый 13 марта 1986 года и находящийся в XIX округе Парижа, в парке Ла-Виллет, недалеко от Музыкограда. Является крупнейшим научным музеем Европы.

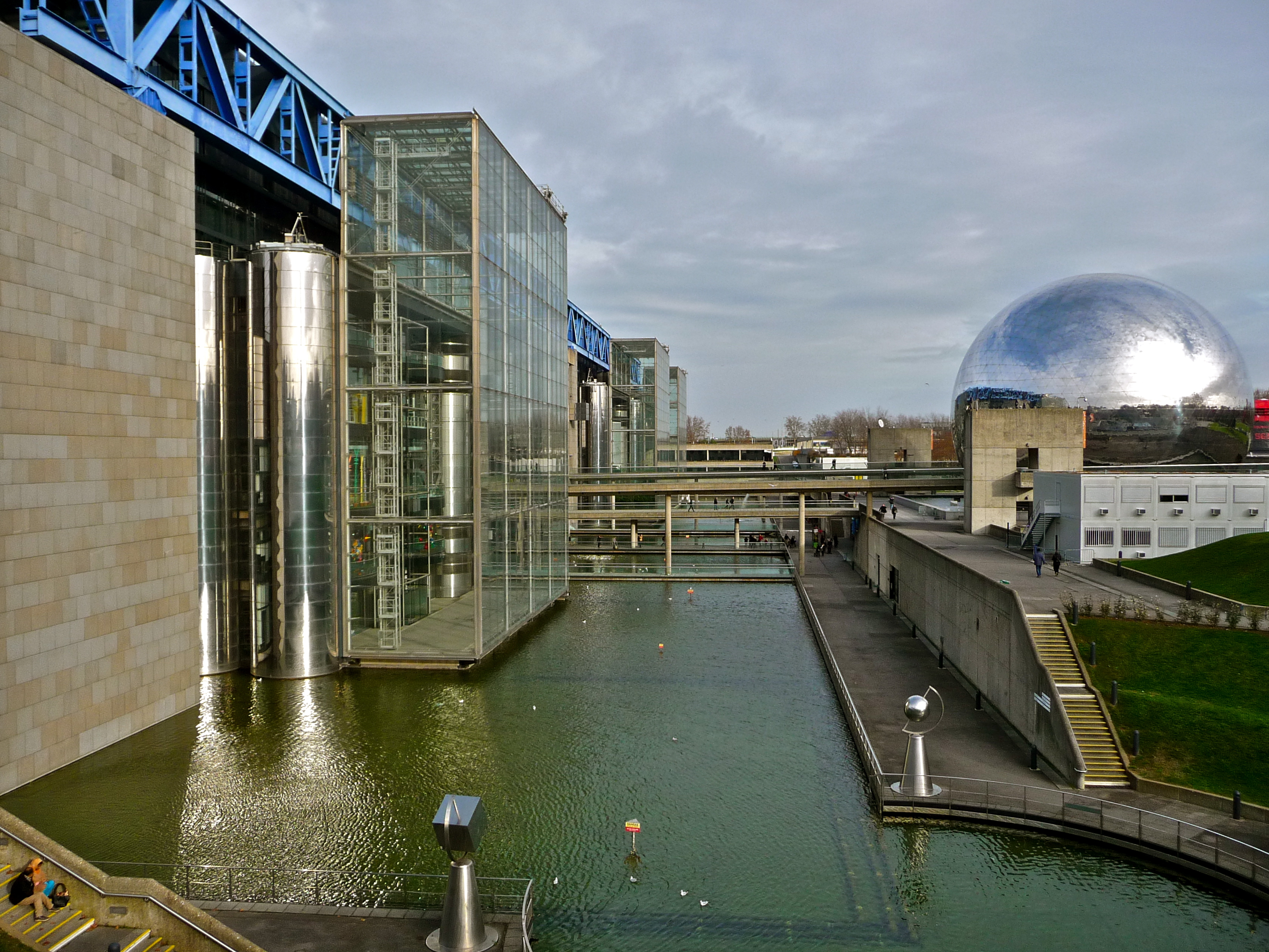
Здание музейного центра

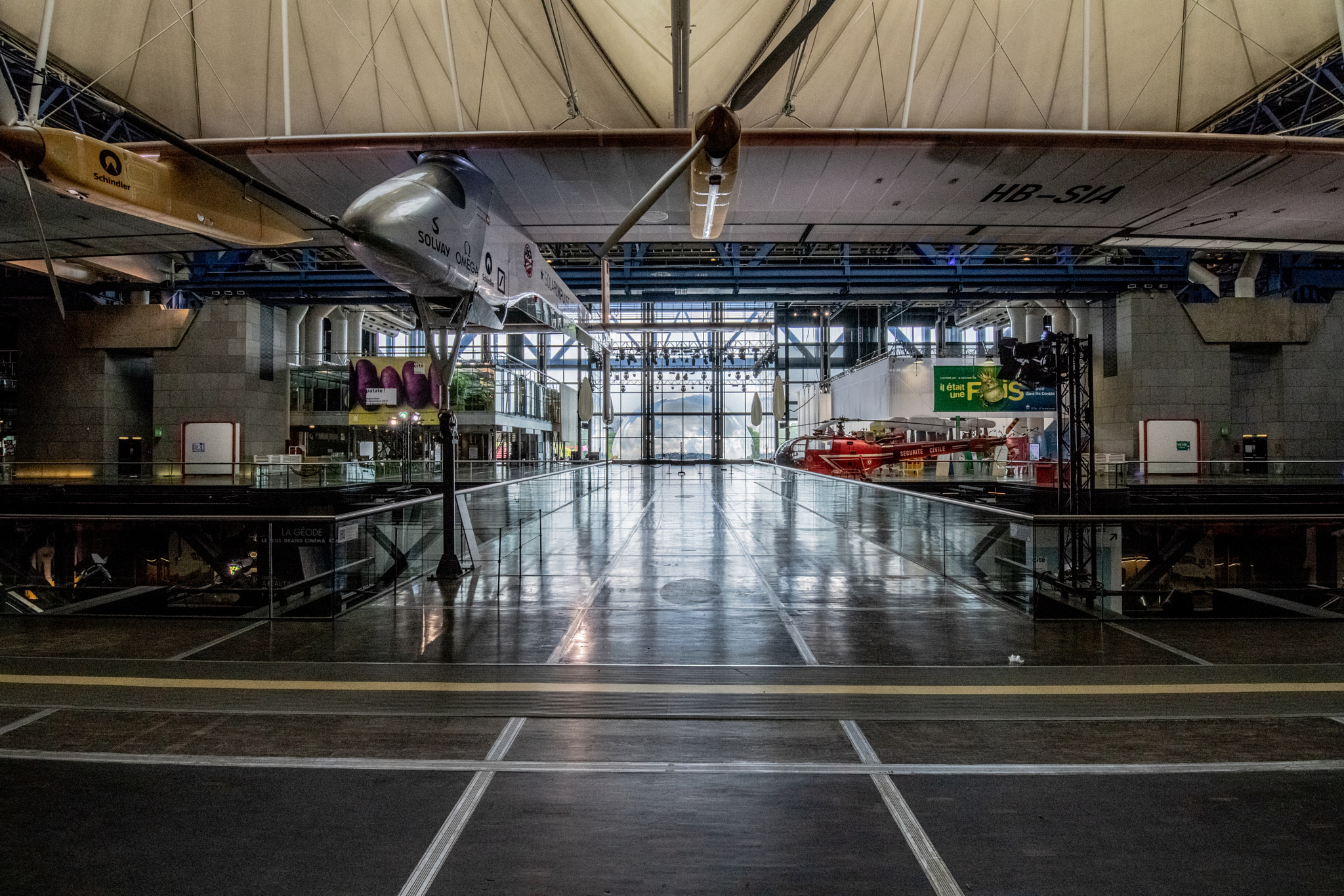

Городок науки и индустрии является третьим по посещаемости музейным центром Парижа после Лувра и Центра Помпиду и пятым культурным учреждением Франции. В 2007 году его посетили 3 028 000 человек.

## История
В 1977 году президент Франции Валери Жискар д’Эстен заявил о планах строительства в Париже нового научного музея. Конкурс на лучший проект выиграл в 1980 году архитектор Адриан Файнзильбер (фр.), предложивший использовать для музея торговый павильон старого парижского скотного рынка в парке Ла-Виллет.
Строительство продлилось 9 лет, и 13 марта 1986 года следующий президент Франции — Франсуа Миттеран — торжественно открыл городок. Во время празднований по поводу открытия городка обыгрывался факт, что в те же дни наблюдалось очередное прохождение кометы Галлея.

## Музей науки и индустрии
Центром городка является Музей науки и индустрии (фр. Musée de la Cité des sciences et de l'industrie), пятый по посещаемости музей во Франции.
Постоянная экспозиция музея носит название «Эксплора» и содержит внушительную постоянную коллекцию, разбитую по следующим разделам:
- Вселенная (космос, планетарий, игра света)
- Живой мир (человек и гены)
- Средства коммуникаций (изображение, звук)
- Индустрия (автомобиль, аэронавтика, энергия)
- Математика
- Аквариум
- Детский городок (Cité des enfants) (этаж 0)
- Планетарий (этаж 2)

Большое количество экспонатов — интерактивно. В музее регулярно проводятся тематические выставки, образовательные программы для детей разного возраста.

## Устройство
В городок входят также:
- сферический кинотеатр «Жеод»
- подводная лодка «Аргонавт»
- аттракцион Синакс (фр. Le Cinaxe)
- кинозал Луи Люмьера (0 этаж)
- планетарий
- детский научно-развлекательный центр

Городок разделён на области знаний: математика, физика, человек, игра света, звук, изображения, революция спутников, обзор инноваций, энергия, новые технологии, мобильность и транспорт.